# ام السلم (القطن)
'

تعديل مصدري - تعديل

ام السلم هي إحدى قرى عزلة القطن بمديرية القطن التابعة لمحافظة حضرموت، بلغ تعداد سكانها 36 نسمة حسب تعداد اليمن لعام 2004.